# 費舍爾普萊斯 (加利福尼亞州)
費舍爾普萊斯（英語：Fisher Place）是位於美國加利福尼亞州卡拉韋拉斯縣的一個非建制地區。該地的面積和人口皆未知。

## 地理
費舍爾普萊斯的座標為37°14′07″N 120°27′03″W / 37.23528°N 120.45083°W，而該地的平均海拔高度為816米（即2677英尺）。